# ロイス・マクスウェル
ロイス・マクスウェル（Lois Maxwell、本名 Lois Hooker、1927年2月14日 - 2007年9月29日）は、カナダ出身の女優。映画『007シリーズ』の初代マネーペニー役として知られる。

## プロフィール
オンタリオ州キッチナーに生まれる。第二次世界大戦中は15歳でカナダ陸軍に志願し、ヨーロッパで慰問活動に従事した。ロンドンで王立演劇学校に入学し、後に3代目ジェームズ・ボンドとして共演することになるロジャー・ムーアと共に学ぶ。その後アメリカに渡って映画界に入り、1947年公開、ロナルド・レーガン、シャーリー・テンプル主演の "That Hagen Girl" でゴールデングローブ賞新人賞を受賞する。1949年には、新人時代のマリリン・モンローと一緒の写真が、雑誌『ライフ』に掲載される。一時イタリアで活動していたが、1957年、ピーター・マリオットと結婚してロンドンに居住、一男一女をもうける。
夫ピーターが心臓病を患うと、収入確保のため仕事を求め、1962年の『007 ドクター・ノオ』でジェームズ･ボンドの上司Mの秘書マネーペニーの役を得る。以後、1985年の『007 美しき獲物たち』まで計14作に出演し、シリーズ最多出演者デスモンド・リュウェリン（秘密兵器担当Q役）の17作に次ぐ記録となる。
1973年に夫ピーターが死去すると、カナダに帰国して『トロント・サン』紙でコラムの執筆を行うなどする。その後、再び娘のいるイギリスに戻るが、大腸癌を患い手術の後、息子家族と同居のためオーストラリアのパースに移る。2007年9月29日、同地の病院で死去した。

## 主な出演作

### 007シリーズ
- 007 ドクター・ノオ（1962）
- 007 ロシアより愛をこめて（1963）
- 007 ゴールドフィンガー（1964）
- 007 サンダーボール作戦（1965）
- 007は二度死ぬ（1967）
- 女王陛下の007（1969）
- 007 ダイヤモンドは永遠に（1971）
- 007 死ぬのは奴らだ（1973）
- 007 黄金銃を持つ男（1974）
- 007 私を愛したスパイ（1977）
- 007 ムーンレイカー（1979）
- 007 ユア・アイズ・オンリー（1981）
- 007 オクトパシー（1983）
- 007 美しき獲物たち （1985）

### 007シリーズ以外
- 明日では遅すぎる（1950）
- アイーダ（1953）（出演のみ。声はエベ・スティニャーニ）
- 大いなる希望（1954）(婦人部隊のリリー・ドナルド中尉役)
- 非情の時（1956）
- 宇宙原水爆戦・人工衛星X号（1956）
- ロリータ（1962）
- 海底大戦争 スティングレイ（1962）テレビシリーズ（声優・アトランタ・ショア中尉役）
- ドクター・コネリー/キッドブラザー作戦（1967）
- 謎の円盤UFO（1970-1971）テレビシリーズ（ストレイカー司令官の秘書ミス・ホランド役）

## 参照
1. 1 2 3  “Lois Maxwell, 80, an Actress Who Played in 14 ‘Bond’ Films, Dies”. ニューヨーク・タイムズ. (2007年10月1日) 2009年6月29日閲覧。 {{cite news}}: |date=の日付が不正です。 (説明); 不明な引数|1=が空白で指定されています。 (説明)⚠⚠
2. ↑  ローマ字読みを多用する日本独特の間違いであるとして、「マニーペニー」が正しいと主張されることもあるが、「マニー」は米国式の発音であり、現に本編ではQなど複数の登場人物が明確に「マネーペニー」と発音しているのを確認できるので、どちらでも誤りではない。
3. 1 2  “007出演女優ロイス・マクスウェルさんが死去、享年80歳”. AFPBB News. (2007年10月1日) 2009年6月29日閲覧。 {{cite news}}: |date=の日付が不正です。 (説明); 不明な引数|1=が空白で指定されています。 (説明)⚠⚠
4. ↑  “映画「007」の初代マネーペニー役、80歳で死去”. ロイター. (2007年10月1日) 2009年6月29日閲覧。 {{cite news}}: |date=の日付が不正です。 (説明); 不明な引数|1=が空白で指定されています。 (説明)⚠⚠
5. ↑  “「007」の初代秘書マネーペニー役のマクスウェルさん死去”. MSN産経ニュース. (2007年9月30日) 2009年6月29日閲覧。 {{cite news}}: 不明な引数|1=が空白で指定されています。 (説明)⚠
6. ↑  “Bond star Lois Maxwell dies at 80”. BBCニュース. (2007年9月30日) 2009年6月29日閲覧。 {{cite news}}: 不明な引数|1=が空白で指定されています。 (説明)⚠
7. ↑  “'Miss Moneypenny' Actress Lois Maxwell Dies at 80”. FOXニュース. (2007年9月30日) 2009年6月29日閲覧。 {{cite news}}: 不明な引数|1=が空白で指定されています。 (説明)⚠
8. ↑  “Miss Moneypenny, the Bond girl who kept 007 in line, dies at 80”. Mail Online. (2007年10月1日) 2009年6月29日閲覧。 {{cite news}}: |date=の日付が不正です。 (説明); 不明な引数|1=が空白で指定されています。 (説明)⚠⚠